# Федосов Генріх Олександрович
Генріх Олександрович Федосов (рос. Генрих Александрович Федосов, 6 грудня 1932, Великі Луки — 20 грудня 2005, Москва) — радянський футболіст, що грав на позиції нападника, зокрема за клуб московське «Динамо», а також національну збірну СРСР.

## Клубна кар'єра
Починав грати у футбол на дорослому рівні 1950 року в команді «Крила Рад» (Молотов).
1954 року був запрошений до московського «Динамо», в якому провів наступні вісім сезонів, взявши участь у 145 матчах чемпіонату. Більшість часу, проведеного у складі московського «Динамо», був основним гравцем атакувальної ланки команди і одним з його головних бомбардирів, маючи середню результативність на рівні 0,33 гола за гру першості. За цей період чотири рази (в сезонах 1954, 1955, 1957 і 1959) ставав у складі динамівців чемпіоном СРСР. 1957 року особистий внесок нападника у здобуття чемпіонського звання був оцінений включенням до першої одинадцятки списку «33 найкращих футболістів сезону в СРСР», за два роки, у 1959, знову був включений до цього рейтингу, проте вже до третьої одинадцятки.
Протягом 1962 року захищав кольори друголігового «Динамо» (Кіров), після чого два сезони відіграв за «Шинник», допомігши команді 1963 року підвищитися до найвищого радянського дивізіону.
Завершував ігрову кар'єру у нижчолігових командах «Знамя» (Ногінськ) та «Нафтовик» (Ухта), в обох був граючим тренером.

## Виступи за збірну
1957 року дебютував в офіційних матчах у складі національної збірної СРСР. Наступного року, маючи в активі єдину гру за збірну, був включений до її заявки на чемпіонат світу 1958 року у Швеції, перший великий міжнародний турнір в історії радянського футболу. На мундіалі залишався гравцем запасу і на поле не виходив.
1959 року взяв участь ще у двох матчах радянської національної команди, після чого до її лав не залучався.

## Подальше життя
Мав досвід роботи граючим тренером і, остаточно завершивши виступи на футбольному полі, зосередився на тренерській роботі. Був одним із тренерів у структурі клубу «Торпедо» (Владимир), а на початку 1970-х тренував московську команду «Луч». Згодом остаточно залишив футбол, працював механіком.
Помер 20 грудня 2005 року на 74-му році життя у Москві.

## Досягнення
- Чемпіон СРСР (4): 1954, 1955, 1957, 1959
- У списку «33 найкращих футболістів сезону в СРСР» (2):
  - під № 1 (1957)
  - під № 3 (1959)